# Bitarová
Bitarová es un municipio del distrito de Žilina en la región de Žilina, Eslovaquia, con una población estimada a final del año 2024 de 907 habitantes.
Se encuentra ubicado al oeste de la región, cerca del curso alto del río Váh (cuenca hidrográfica del Danubio) y de la frontera con la región de Trenčín.

## Demografía
| Año        | 1994 | 2004     | 2014     | 2024     |
| ---------- | ---- | -------- | -------- | -------- |
| Población  | 540  | 627      | 742      | 907      |
| Diferencia |      | +16,11 % | +18,34 % | +22,23 % |

| Año        | 2023 | 2024    |
| ---------- | ---- | ------- |
| Población  | 885  | 907     |
| Diferencia |      | +2,48 % |